# Gustaf Lorentz Sommelius
Gustaf Lorentz Sommelius, "Beppo", född 19 oktober 1811 i Mörrum, stupad 5 juni 1848 i slaget vid Dybböl i Danmark, var en svensk skald och löjtnant vid Älvsborgs regemente. 

## Biografi
Föräldrar var kyrkoherden Johan Reinhold Sommelius och Carolina Gustafva Trägårdh. Sommelius var ogift men hade en dotter Mathilda Christina och blev morfar till general Rudolf Walden. Sommelius var en vulkanisk natur både i sitt liv och i sången. Han var en begåvad lyrisk skald med häftig, lidelsefull karaktär, en Sveriges "Byron", som gärna behandlade disharmoniska ämnen i en något vårdslös form.

## Karriär
Sedan Sommelius genomgått Malmö skola, blev han student vid Lunds universitet 1829, men lämnade redan i slutet 1830 eller i början av 1831 universitetsstaden.
1834 utnämndes han till underlöjtnant vid Älvsborgs regemente och befordrades till löjtnant där 1837. För övrigt känner man inte mycket om hans liv från denna tid. Jagad av en inre oro och, såsom det synes, nästan övergiven av sina anförvanter, vistades han än här än där, oftast under strider mot ekonomiskt betryck, tills han slutligen 1848 begärde avsked och anmälde sig som frivillig på dansk sida i det Schleswig-Holsteinska kriget.

## Schleswig-Holsteinska kriget
Den tyska befolkningen i södra delen av Schleswig och i Holstein drog allt mer åt Tyskland under 1840-talet. De önskade självständighet från Danmark och en anslutning till det då ännu lösa förbund av tyska stater som började ta form med bland andra Preussen och de mindre tyska staterna (det dröjde dock ända till 1871 innan förbundet var fullbordat).
I Danmark kunde man tänka sig att släppa Holstein, men samtidigt ville man då införliva Schleswig i det egentliga Danmark.
Den alltmer tilltagande konflikten resulterade i ett uppror i Schleswig-Holstein den 24 mars 1848. Detta tysknationella uppror stöddes av Preussen. En våg av nationalism svepte över Europa, framför allt efter februarirevolutionen 1848 i Paris. 
Den 23 april 1848 besegrades de danska trupperna vid staden Schleswig och den danska armén retirerade därefter tillbaka norrut. Schleswig-Holsteins armé byggdes ut och förstärktes med tyska enheter. Armén bestod av 9.000 man från Schleswig-Holstein samt 12.000 preussare och 10.000 från nordtyska stater. Cirka 12.000 danska soldater hade dragits samman vid försvarsanläggningar i Dybböl. Den 5 juni 1848 stod ett blodigt slag vid Dybböl. Men danskarna lyckades slå tillbaka det tyska anfallet.

## Sommelius under Dannebrogen
Under 1840-talet stod skandinavismen stark, framförallt i studentkretsar. De danska konflikterna i Schleswig-Holstein blev en skandinavisk angelägenhet. En stor våg av sympati med Danmark gick genom Sverige och Norge. 
Direkt efter krigsutbrottet 1848 började svenska frivilliga att anmäla sig för tjänstgöring i den danska krigsmakten. En stor del av dessa var studenter. När kriget fortsatte 1849 var dock inslaget av svenska militärer större.
Löjtenant Sommelius tjänstgjorde mellan den 30 maj och 5 juni 1848. Som många andra svenskar anmälde han sig till frivillig tjänstgöring i den danska armén. Den 4 juni 1848 kom han till Als för att anmäla sig vid 5. bataljonen. Dagen efter deltog han i hård strid vid Dybböl. 5. bataljonen befann sig i hård strid något sydöst från Dybböls kyrka. Folk slöt sig samman, när de skulle framåt. Sommelius sprang upp på en vall, svängde sabeln över huvudet och ropade "Framåt! - Hurr ---". Längre kom han inte, en kula från fienden slog igenom hans hals och döden avbröt hans hurrarop. Den 8 juni 1848 jordfästes Sommelius på Augustenborgs kyrkogård. 
På gravstenen står det "Svensk af Födsel faldt han for Danmark".
Det finns en minnessten i Dybböl på platsen där Sommelius föll. Det står på stenen:
"Her faldt svensk frivillig prmlt. G. L. Sommelius ved 5. bataillon d. 5.6.1848."
Minnesstenen är en granitsten med svart skrift. Minnesstenen står i hörnet av Dybbøløstenvej - Hørtoftvej. Stenen är rest av "Kommiteen til rejsning af mindesten for faldne i de schleswigske krige" den 13 augusti 1926.